# David Schweickart
David Schweickart (nacido en 1942) es un matemático y filósofo estadounidense, proponente de un sistema económico conocido como democracia económica, basado en el control obrero. Posee una licenciatura en matemáticas de la Universidad de Dayton, un doctorado en matemáticas de la Universidad de Virginia, y un doctorado en filosofía por la Universidad Estatal de Ohio. En la actualidad es profesor de filosofía en la Universidad Loyola de Chicago.
Ha enseñado en Loyola desde 1975. Fue profesor invitado de matemáticas en la Universidad de Kentucky de 1969 a 1970, y profesor invitado de filosofía en la Universidad de New Hampshire, de 1986 a 1987. También ha dictado conferencias en España, Cuba, El Salvador, Italia, y la República Checa, así como en Estados Unidos.
Es editor y escritor, contribuye a SolidarityEconomy.net, un periódico en línea dedicado a la promoción de la democracia económica. En 1999 Schweickart fue nombrado miembro del año de la facultad en la Universidad Loyola de Chicago.

## Democracia económica
Un de sus obras explicativas de su modelo de democracia económica es su libro Democracia económica: ¿un socialismo que realmente funciona?, otra es Más allá del capitalismo y otras, donde Schweickart ha desarrollado el modelo de socialismo de mercado referido a la democracia económica. En sí, sería un socialismo de mercado con planificación descentralizada de las inversiones y con democracia en el trabajo. Una base de su tesis es la experiencia de la empresa privada y cooperativa vasca, ahora multinacional, Mondragón Corporación Cooperativa. 
Algunas ideas claves:
- Autogestión del trabajo, incluida la elección de los supervisores, mas no de la propiedad.
- Democrática gestión de las inversiones de capital por una forma de la banca pública.
- Un, en su mayoría, mercado libre para las mercancías, materias primas, instrumentos de la producción, etc.
- Proteccionismo comercial para hacer cumplir la igualdad entre las naciones.

Las empresas y fábricas son propiedad de la sociedad y administradas por los trabajadores a partir de jurisdicciones locales. Estas empresas, deben lograr, competir en los mercados para vender sus mercancías. El beneficio es compartido por los trabajadores. Cada empresa se grava del capital que emplean, y el impuesto es distribuido a los bancos públicos, que financian ampliación de la industria existente y la nueva.

## Trabajos publicados
- Más allá del capitalismo. Con un prólogo de Luis de Sebastián (2002)
- Socialismo de mercado: debate entre socialistas (1998)
- Contra el capitalismo (1993; traducción 1997)
- Capitalismo o control obrero (1980)